# إرميسيند، كونتيسة لوكسمبورغ
ارميسيند (1286 - 12 فبراير 1242) كانت كونتيسة لوكسمبورغ، هي ابنة الوحيدة لـ هاينريش الرابع، كونت لوكسمبورغ وزوجته الثانية أغنيس من خيلدرز.

## الحياة
قبل ولادتها اعترف والده بـ ابن أخته بالدوين الخامس، كونت هينو كـ وريث افتراضي، ومع ولادتها ازيح عنها، بحيث كان والده في 72 عاماً عند ولادتها.
وعند وفاة الكونت هاينريش في 1197 اندلعت حرب أهلية في نهاية المطاف قرروا التقسيم حصل بالدوين على نامور، وبينما حصلت إرميسيند على دوربي ولا روش، ولكن لوكسمبورغ عادت إلى التاج الإمبراطوري، الإمبراطور هاينريش السادس اعطى لوكسمبورغ لـ شقيقه أوتو.
إرميسيند كانت في البداية مخطوبة من هنري الثاني، كونت شامبانيا ولكن تم إلغائها بعد مشاركته في الحملة الصليبية في 1189، وبدلا من ذلك أصبحت متزوجة من ثيوبالد الأول من بار ونجحا في التفاوض مع فيليب دي نامور وشقيقه بالدوين لـ تخلى عن لوكسمبورغ، مما جعلهم كونت وكونتيسة لوكسمبورغ.
وعندما توفي في 1214 تزوجت من فاليران الثالث، كونت ليمبورخ الذي أصبح أيضا كونت لوكسمبورغ، وفي 1223 طالبا بـ كونتية نامور ضد ماركيز فيليب الثاني ولكنهم لم ينجحا في الاستيلاء عليها في نهاية المطاف.
وبعد وفاته حكمت إرميسيند لوكسمبورغ لمدة عقدين، واستطعت أثبات نفسها بـ إعطاء مواثيق الحرية لعدد من المدن، وأبضا زادت من ازدهار البلد.

## الأبناء
أبنائها من زواجها من ثيوبالد:-
- رينو (توفي قبل 1214)، حاكم بريي.
- إليزابيث (توفيت 1262)، تزوجت من فاليران من ليمبورخ، لورد مونشاو.
- مارغريت، تزوجت لأول مرة هيو الثالث، كونت فوديمونت (توفي 1243)؛ ثم تزوجت في وقت لاحق من هنري من بوا، حاكم فوديمونت (الوصي).

وأبنائها من فاليران:-
- هنري الخامس، كونت لوكسمبورغ (1216-1281).[4]
- جيرارد الأول من دوربي (توفي 1276)
- كاترين (توفيت 1255)، زوجة ماتياس الثاني، دوق لورين.